# Club San José
Club Deportivo San José ist ein bolivianischer Fußballverein aus Oruro. Der Verein wurde 1942 gegründet und trägt seine Heimspiele im Estadio Jesús Bermúdez aus, das Platz bietet für 28.000 Zuschauer. Club San José wurde bisher zweimal bolivianischer Fußballmeister.

## Geschichte
Club Deportivo San José wurde am 19. März 1942 in Oruro, einer Stadt mit mehr als zweihundert tausend Einwohnern in der gleichnamigen bolivianischen Region im Westen des Landes gelegen, gegründet. Dreizehn Jahre darauf gewann der Verein seinen ersten Titel, und zwar den des nationalen Meisters Boliviens, allerdings damals noch als Nicht-Profi-Verein.
Nachdem der Profifußball in Bolivien eingeführt wurde, entwickelte sich Club San José seit den 1980er-Jahren zu einem echten Spitzenverein. Im Jahre 1995 konnte erstmals ein Titel als Profimannschaft gewonnen werden. Dem Meistertitel von 1995 fügte der Verein noch einen zweiten zu, der in der Saison 2007 erreicht wurde. Bis heute nahm der Club San José insgesamt viermal an der Copa Libertadores, dem wichtigsten Turnier für Vereinsmannschaften in Südamerika, teil. Während bei drei Teilnahmen die erste Runde nicht überstanden wurde, schaffte der Club San José bei der Copa Libertadores 1996 als Gruppendritter hinter América de Cali und Atlético Junior, beide aus Kolumbien, sowie vor dem Ligakonkurrenten Club Deportivo Guabirá, den Sprung ins Achtelfinale, wo man jedoch an Barcelona SC Guayaquil aus Ecuador im Elfmeterschießen scheiterte.

## Erfolge
- Bolivianischer Meister: 3× (1995, 2007-C, 2018-C)

- Copa Simón Bolivar: 1× (2001)

- Teilnahme an der Copa Libertadores: 5×

1992: erste Runde
1993: erste Runde
1996: Achtelfinale
2008: erste Runde
2013: erste Runde
- Teilnahme an der Copa Sudamericana: 2×

2010: Achtelfinale
2011: erste Runde

## Spieler
- José Daniel Valencia (1991–1993)